# Luigi Caruso (homme politique)
Pour les articles homonymes, voir Luigi Caruso et Caruso (homonymie).
Luigi Caruso, né le 5 février 1953 à Catane, est un avocat et homme politique italien.

## Biographie
Il est le seul parlementaire jamais élu sous les couleurs du Mouvement social - Flamme tricolore.
Il suit ensuite Pino Rauti au Movimento Idea Sociale.